# Llanera
Llanera é um concelho (município) da Espanha na província e Principado das Astúrias. Tem 106,69 km² de área e em 2019 tinha 13 702 habitantes (densidade: 128,4 hab./km²).
Tem 11 freguesias (ou parroquias em castelhano):
- Ables
- Anduerga
- Arlós
- Bonielles
- Cayés
- Ferroñes
- Lugo
- Pruvia
- Rondiella
- San Cucao
- Villardeveyo